# Marcus Claudius Marcellus (consul in 166 v.Chr.)
Marcus Claudius Marcellus (? - 148 v.Chr.) was een Romeins politicus en militair in de 2e eeuw v.Chr. Hij was lid van de invloedrijke gens Claudia.
Zijn vader was waarschijnlijk Marcus Claudius Marcellus, die consul was in 196 v.Chr. en censor in 189 v.Chr. Zijn grootvader was de beroemde generaal Marcus Claudius Marcellus I, die vijf keer consul was.
Marcus Claudius Marcellus werd pontifex in 177 v.Chr. Hij was volkstribuun in 171 v.Chr. In 169 v.Chr. werd hij praetor en was belast met het bestuur van de provincies Hispania Citerior en Ulterior. Hij bekleedde drie maal het consulaat:
- In 166 v.Chr., samen met Gaius Sulpicius Gallus
- In 155 v.Chr., samen met Publius Cornelius Scipio Nasica Corculum
- In 152 v.Chr., samen met Lucius Valerius Flaccus

Tijdens zijn eerste consulaat versloeg hij een aantal Gallische stammen in de Alpen en mocht daarvoor triomftocht houden. In 155 v.Chr. kreeg hij deze grote eer nogmaals na zijn overwinning op de Apuani, een Ligurische stam uit noordwest Italië. Tijdens zijn derde consulaat in 152 v.Chr. keerde hij terug naar Hispania, waar hij tegen de opstandige lokale stammen vocht. Hij versloeg de Keltiberiërs, maar was clement voor de overige stammen die hem gijzelaars leverden en gezanten naar Rome stuurden voor vredesbesprekingen. De zachtaardige politiek van Marcellus viel niet in goede aarde bij de senaat, die de nieuwe consul opdracht gaf de oorlog in Spanje door te zetten. Marcellus kon dit echter voorkomen. Tijdens zijn periode in Spanje stichtte hij de stad Córdoba op de grondvesten van een oude Carthaagse nederzetting.
In 148 v.Chr. werd Marcellus als gezant naar Numidia gestuurd, maar kwam om het leven toen zijn schip tijdens de reis daarnaartoe verging.